# Blandford (CDP w Stanach Zjednoczonych)
Blandford – jednostka osadnicza w Stanach Zjednoczonych, w stanie Massachusetts, w hrabstwie Hampden.